# Polská krev
Polská krev (v německém originále Polenblut) je opereta ve třech obrazech (dějstvích) českého skladatele Oskara Nedbala z let 1910–1912, jejíž libreto napsal vídeňský libretista Leo Stein (vl. jm. Leo Rosenstein) na námět povídky Slečna selka A. S. Puškina. Premiéru měla 25. října 1913 ve vídeňském divadle Carltheater, v českých zemích byla poprvé uvedena 26. prosince téhož roku v plzeňském Městském divadle. Je považována za nejpopulárnější a nejhranější českou operetu.

## Nastudování

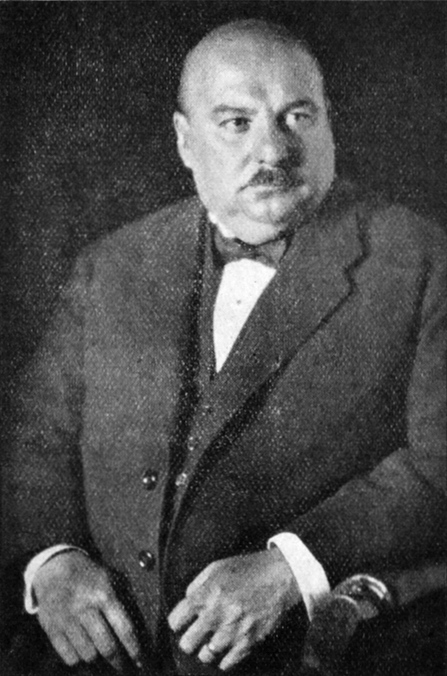
Oskar Nedbal

Premiéru měla po odkladech kvůli zhoršujícím se vztahům mezi Rakouskem a Ruskem ve Vídni 25. října 1913, kdy ji dirigoval sám Nedbal.
V Čechách byla Polská krev poprvé nastudována v Plzni, a to v rekordním čase: premiéru měla již dva měsíce po vídeňské premiéře 26. prosince 1913. Opereta se stala velice oblíbenou a byla mnohokrát nastudována především v Praze, např. v Městském divadle na Královských Vinohradech, Hudebním divadle Karlín nebo Vinohradském divadle. Jedním z posledních nastudování operety je představení z roku 2009 opět v Hudebním divadle Karlín.
Podle statistiky Divadelního ústavu je Polská krev v poválečné době nejhranější operetou na českých profesionálních scénách (59 inscenací) před Straussovým Netopýrem (55 inscenací). Zejména po roce 1989 však je operetní repertoár na ústupu, přičemž Netopýr je na rozdíl od Polské krve uváděn i operními soubory, proto se v této době poměr převrátil (17:25). Až s odstupem následují další významné operety světového repertoáru (Lehár: Veselá vdova 36 inscenací, Offenbach: Orfeus v podsvětí 35, Strauss: Cikánský baron 32, Lehár: Země úsměvů 31, Kálmán: Čardášová princezna 30…) i domácí produkce (Piskáček: Perly panny Serafínky 32, Friml: Rose Marie 22, Beneš: Na tý louce zelený 18 – k těmto je však nutno přidat četná amatérská nastudování).
Stejný námět jako Polská krev využili již roku 1878 chorvatský skladatel Ivan Zajc a libretista Josip Eugen Tomić ve své komické opeře Lízinka.

## Osoby a první obsazení
| osoba                                                                             | hlasový obor          | premiéra (25.10.1913) | česká premiéra (26.12.1913) |
| --------------------------------------------------------------------------------- | --------------------- | --------------------- | --------------------------- |
| Pan Jan Zaremba, majitel panství v ruském Polsku                                  | bas / baryton (buffo) | Rudolf Waldemar       | Adolf Kreuzmann             |
| Helena, jeho dcera                                                                | soprán                | Mizzi Zwerenz         | Mimi Vilímová               |
| Hrabě Boleslaw (Bolo) Baranski                                                    | tenor                 | Karl Pfann            | Adolf Vrba                  |
| Bronio (von) Popiel, jeho přítel                                                  | tenor buffo           | Josef König           | Richard Branald             |
| Wanda Kwasinskaja, tanečnice varšavské opery                                      | soprán (subreta)      | Käthe Ehren           | Marie Sýkorová              |
| Jadwiga Pawlowa, její matka                                                       | soprán                | Therese Löwe          | Marie Kolecká               |
| (von) Mirski, šlechtic, přítel hraběte Baranského                                 | bas                   | …                     | Bohuš Vilím                 |
| (von) Gorski, šlechtic, přítel hraběte Baranského                                 | tenor                 | …                     | Karel Hruška                |
| (von) Wolenski, šlechtic, přítel hraběte Baranského                               | tenor                 | …                     | Josef Brzek                 |
| (von) Senowicz, šlechtic, přítel hraběte Baranského                               | bas                   | …                     | …                           |
| Paní (von) Draganska                                                              | soprán                | …                     | …                           |
| Komtesa Jozia Napolska                                                            | soprán                | …                     | …                           |
| Wlastek, sluha u Baranského                                                       | baryton               | …                     | …                           |
| Hosté na plese, šlechtici, sedláci, děvečky, muzikanti, exekuční komise, lokajové |                       |                       |                             |
| Dirigent:                                                                         | Dirigent:             | Oskar Nedbal          | Jan Janota                  |
| Režie:                                                                            | Režie:                | Karl Wallner          | Richard Branald             |
| Choreografie:                                                                     | Choreografie:         | …                     | Jaroslav Hladík             |

## Instrumentace
Dvě flétny, dva hoboje, dva klarinety, dva fagoty, čtyři lesní rohy, dvě trubky, dva pozouny, harfa, bicí souprava a smyčce.

## Děj
Na námět přišla Nedbalova žena Marie během jejich společné cesty do Ruska, kdy si četla německý překlad Puškinových povídek a objevila v něm Slečnu selku.

### 1. obraz – Na polském plese
(Polský ples ve Varšavě v období masopustu)
Na polském plese ve Varšavě proudí zábava a účastní se jí i hrabě Bolo Baranski, známý kavalír a bonviván. Jen jeho přítel Bronio Popiel netančí, neboť je – jako obvykle – šíleně zamilován (předehra a č. 1: Introdukce – mazur C dur, duet Bola a Popiela Na, Freundchen, du tanzt nicht!... Ein goldiges Mädel / Proč tančit dnes nejdeš?... Je líbezná, vznešená) Náladu mu na chvíli zvedne až příchod jeho idolu, primabaleríny varšavské opery Wandy Kwasinské, kterou však k Popielově malé radosti všude doprovází matka Jadwiga (č. 2: Tercet E dur Wandy, Jadwigy a Popiela Wie schön Sie heute wieder sind… Sie und ich! – Ich und er! – Wir beide! / Jste dneska zase krásná tak… Vy a já! – On a já! – Toť krása).
Popiel obě ženy seznamuje s Bolem. Tomu se Wanda zalíbí a i on v ní vzbudí zájem. Dopis od správce jeho haličského statku lehkomyslného a rozhazovačného Bola zpravuje, že jeho hospodářství stojí před bankrotem. Přítel Mirski Bolovi radí, aby za účelem zapravení dluhů přistoupil na nabídku svého kmotra, statkáře Zaremby, a oženil se s jeho dcerou Helenou. Bolo však odmítá a Popiel mu nabízí alternativní řešení: zapůjčí mu svou neocenitelnou hospodyni Marynu, aby Bolův statek uvedla do pořádku. To Bolo se smíchem přijímá. Wandě se podaří zbavit se jak matky, tak Popiela, a využít příležitosti k tanci a důvěrnému rozhovoru s Bolem (č. 3: Hudební duet-scéna, valčík D dur Bola a Wandy Hören Sie, wie es singt und klingt / Slyšte jen, jak to krásně zní).
Na ples dorazil i Zaremba s dcerou. Heleně se ale na plese nelíbí a především nestojí o floutka Bola, protože by si přála za manžela opravdového muže (č. 4: Duet D dur Heleny a Zaremby Nein, daß ich hierher jetzt kommen soll… Halka will einen Mann / Proč sama na bál dnes jíti mám… Halka chce muže mít a č. 4a: valčík). Zaremba jde přece jen pohovořit s vyhlédnutým zetěm, ale ten se odmítne s Helenou byť jen seznámit: než s ní, to se raději ožení s kteroukoli jinou, například se svou hospodyní. Temperamentní Helena se rozhodne pomstít se za toto pokoření a požádá Popiela (jehož se jí podařilo bez námahy okouzlit), aby ji představil Bolovi jako slíbenou hospodyni. Zamýšlí Bolovi ukázat své přednosti a pak s hrdostí odejít. Do sálu se vrací tanec v podobě krakowiaku v podání členů varšavské opery (č. 5: Finaletto – krakowiak B dur se sborem Hej hej hej, hej zgóry / Hoj hoj hoj, hoj hoj hoj, zní to v tanci smělém… Krakovjak silný všem do skoku velí).

### 2. obraz – Hospodyně

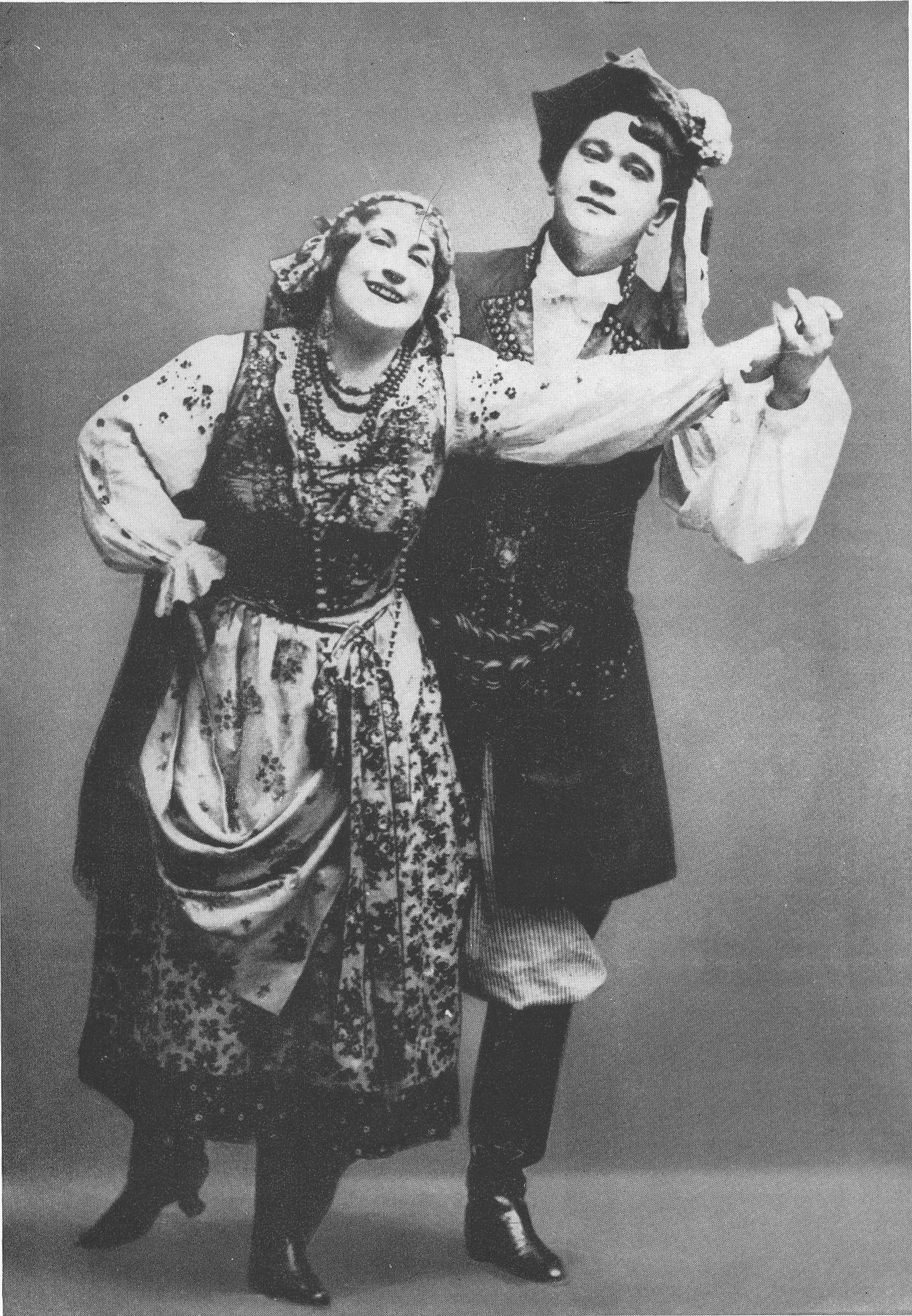
Karl Pfann jako Bolo a Mizzi Zwerenz jako Helena, první obsazení v rámci světové premiéře operety ve vídeňském Carltheater roku 1913

(O několik dní později na statku hraběte Baranského „Krasnowola“)
Na Bolově statku je ihned vidět hlavní příčinu jeho finančních potíží. Majitel s houfem svých přátel tráví veškerý čas popíjením a hrou v karty. Nepřeruší je ani exekuční komise doprovázená hlavním věřitelem Zarembou, a to ani tehdy, když zabaví veškerý nábytek včetně stolů a židlí: šlechtici furiantsky pokračují ve hře na zemi (č. 6: karetní scéna – ansámbl F dur, Bolo, Gorski, Wolenski, Mirski, Zaremba, Wlastek a sbor šlechticů Ich kaufe! – Ich laufe!... Einundzwanzuig, einundzwanzig… Glück im Spiel, Glück in der Liebe / Já koupím! – Já vstoupím!... Jednadvacet, jednadvacet… Štěstí v hrách i v milování). Bolo jim přitom vypráví o svém posledním objevu – Wandě – do které je k zbláznění zamilován (č. 7: Pochod C dur / F dur, Bolo, Gorski, Wolenski, Mirski a sbor šlechticů Ich kenn' ein süßes Frauchen… Brüder, ich bin verliebt, ich bin verliebt / Já vím o krásné dívce… Bratři, jsem zamilován k zbláznění).
V doprovodu otce a Popiela přichází na statek Helena. Statkář se vychloubá svými diplomatickými schopnostmi (č. 8: Buffo tercet d moll / D dur, Helena, Zaremba a Popiel Ich bin ein Diplomate / Jsem jeden z diplomatů). Poněkud nervózní Popiel se chystá představit Helenu Bolovi, nejprve ji však varuje před jeho svůdnickými taktikami. Helena je však přesvědčena, že jim nejen odolá, ale i naučí svého zaměstnavatele jiným manýrům (č. 9: Duet a sousedská A dur, Popiel a Helena Verzeihen Sie, ich lüge nie… Zunächst wirkt er mit Blicken… Immer nur ländlich und sittlich / Vždyť já ho znám a pravdu mám… Vám lásku vyzná asi… Takhle to děláme stále).
Bolo se cítí krásou a osobností nové hospodyně ihned přitahován a dvoří se jí, ale ta jej se zdvořilou ironií odkazuje do patřičných mezí (č. 10: Melodram a duettino – valčík B dur, Bolo a Helena Nur Geduld, 's kommt der Mann… Ihr seid ein Kavalier / Jednou muž přijde snad… Jste kavalír, to znám). Zato se energicky ujímá správy statku. Začíná tím, že vyžene všechny jeho kumpány a hospodáře posílá brzy spát, aby mohl časně ráno vyrazit na pole. Bola její jednání nejprve rozzlobí, pak se mu ale její sebevědomí i nová perspektiva činorodého života zalíbí; možná mu „Marynu“ seslalo samo nebe. Náhlý příjezd Wandy jej uvede do rozpaků, ale ve váhání mezi oběma ženami se začíná přiklánět na stranu své hospodyně (č. 11: Finále II, v něm valčík D dur, Bolo, Helena, Wanda, Gorski, Mirski, Wolenski a sbor šlechticů Glück im Spiel, Glück in der Liebe… Mädel, dich hat mir die Glücksfee gebracht / Štěstí v hrách i v milování… Dobrá že víla tě posílá k nám).

### 3. obraz – Dožínky
(Tamtéž na sklonku léta téhož roku)
Díky „Marynině“ péči Bolův statek opět prosperuje. Dnes se slaví dožínky; podle tradice předává hospodyně jménem všech lidí na statku pánovi dožínkový věnec z obilných klasů. Bolo však tuto poctu odmítá, věnec patří tomu, kdo se o bohatou úrodu nejvíce zasloužil, totiž „Maryně“. Obřad končí děkovnou modlitbou (č. 12: Ansámbl s modlitbou – krakowiak G dur, andante con moto ¾ A dur a andante 2/4 e moll, Bolo, Helena, sbor sedláků a dětský sbor Freut euch, Bursche, freut euch, Mädel… Hier Gebieter, nimm die Ährenkrone… Herr, der da ober thronst / Radujme se, veselme se… Přijmi, pane, korunu tu prostou… Bože ty v nebesích).
Na dožínky dorazila řada hostů. Mezi nimi je Popiel, který Heleně opět (bezvýsledně) padá k nohám, protože – jak vysvětluje – u žádné plavovlásky si nemůže pomoci (č. 13: Duet Helena a Popiel – pochod D dur Helena, Helena, mir wird, ach, so schwül… Die süßen Blonden sind just mein Schwarm / Heleno, Heleno, já hořím hned… Blondýnky sladké). Více starostí však způsobí další hosté, totiž Wanda se svou matkou. Při tanci se tak Bolo ocitá mezi dvěma ženami, které si na něj obě činí nárok (č. 14: Taneční scéna – Helena, Bolo a Wanda Spielt auf, ihr Musikanten, zu lebensfrohem Tanz… Du bist ein Kavalier… Eine Frau kann man ertragen, aber zwei! / Teď hrajte, hoši, hrajte, ať hudba vůkol zní!… Jste kavalír, to znám… S jednou ženou rady vím si, ale dvě!).
Wanda tuší Bolovy city k „Maryně“, ale když vyslechne rozhovor Popiela s Helenou a dozví se pravou totožnost Bolovy hospodyně, vidí v tom svou šanci. Nadchází okamžik, kdy Bolo představuje všem šokovaným hostům svou hospodyni jako svou budoucí manželku. Není sice z urozeného rodu, ale ne původ, ale práce šlechtí. V tom okamžiku mu Wanda odhalí, že jeho vyvolená je Zarembovou dcerou, a nařkne ji z vdavekchtivé intriky. Helena je donucena na veřejnosti ospravedlnit svou lest touhou po pomstě, přestože ji tato touha ve skutečnosti již dávno opustila. Chvíli hrozí nenapravitelná roztržka, ale Zaremba pomocí svého diplomatického umu situaci přece jen urovná, Helena se dostane Bolovi a Wanda se spokojí s Popielem (č. 15: Finále III, Bolo, Helena, Wanda, Popiel, Zaremba a sbor Freut euch, Bursche, freut euch, Mädel / Radujme se, veselme se).
Nejznámější písně této operety jako Jste kavalír, to vím, Diplomat či Blondýnky něžné jsou známy nejen milovníkům operety, ale i široké veřejnosti.

## Nahrávky
První relativně kompletní nahrávka Polské krve (CD Cantus Classics, CACD 5.01702 F) byla vydána roku 2013. Jedná se o rozhlasovou nahrávku z roku 1952 v německém originále se zkrácenými dialogy. Zpívají (Helena) Rosl Seegers, (Zaremba) Fritz Hoppe, (Bolo) Herbert Ernst Groh, (Popiel) Carlheinz Carell, (Wanda) Ilse Metzel. Sbor a orchestr Berlínského rozhlasu (Berliner Rundfunk) řídí Otto Dobrindt.
Téhož roku byla na CD vydána i kompletní česká verze operety v režii Přemysla Pražského (Radioservis, CR0668-2). Jedná se o nahrávku Československého rozhlasu v Praze z roku 1947, rekonstruovanou roku 2009. Hrají a zpívají: (Zaremba) Hanuš Thein (zpěv) / František Kreuzmann starší (mluvené slovo); (Helena) Maria Tauberová (zpěv) / Jaroslava Adamová (mluvené slovo); (Bolo) Jaroslav Gleich (zpěv) / Karel Höger (mluvené slovo); (Popiel) Oldřich Dědek (zpěv) / František Filipovský (mluvené slovo); (Wanda) Jarmila Pechová (zpěv) / Dana Medřická (mluvené slovo); (Jadwiga) Nelly Gaierová; (von Mirski) Bořek Rujan (zpěv) / Richard Záhorský (mluvené slovo); (von Górski) Boža Vronský; (von Welénski) Jan Soumar; (von Senówicz) Drago Čáslavský; (komtesa Napolska) Lída Slaná; (Wlastek) Jaroslav Tomek; (baronka Drygulska) Drahomíra Hůrková; (vypravěč) Josef Červinka. Dětský pěvecký sbor a pěvecký sbor Československého rozhlasu v Praze a Pražský rozhlasový orchestr řídí Vlastislav Antonín Vipler.
Nahrávku pouze zpěvních čísel operety v českém překladu pořídil Československý rozhlas v Praze v roce 1973 a vydal Supraphon na LP roku 1976 (1 12 2039 G) a znovu na CD roku 1995 (SU 3025-2 611). Zpívají: (Zaremba) Jindřich Janda, (Helena) Pavla Břínková, (Bolo) Zdeněk Matouš, (Popiel) Vratislav Kadlec, (Wanda) Věra Macků, (Jadwiga) Jožka Waltrová, (Mirski) František Voborský, (Gorski) Milota Holcman, (Wolenski) Jan Sedliský, (Senowicz) Josef Janoušek, (baronka Drygulska) Jiřina Steimarová, (komtesa Napolska) Gabriela Třešňáková, (Wlastek) Karel Guld. Pražský dětský sbor, Pěvecký sbor Československého rozhlasu a Operetní studiový orchestr řídí Miroslav Homolka.
Řada písní z Polské krve byla rovněž nahrána v roce 1954 a vydána na gramodeskách v letech 1955 a 1957. Zpívají Oldřich Kovář, Ivo Žídek, Milada Šubrtová, Hanuš Thein, Jarmila Pechová, Marie Veselá, Karla Velgová, sbor a orchestr Smetanova divadla v Praze řídí synovec Oskara Nedbala Karel Nedbal.

## Filmové zpracování
Podle operety byla režisérem Karlem Lamačem v roce 1934 natočena stejnojmenná hudební komedie, a to v české a německé verzi. V roce 1978 bylo Františkem Filipem natočeno televizní zpracování.